# Lecanora brodoana
Lecanora brodoana är en lavart som beskrevs av Lumbsch & T. H. Nash. Lecanora brodoana ingår i släktet Lecanora och familjen Lecanoraceae.   Inga underarter finns listade i Catalogue of Life.